# Ordenamiento magnético
Se da un ordenamiento magnético en un sólido cuando un número muy grande de momentos magnéticos (por ejemplo, pero no necesariamente, espines) se orientan de forma paralela o antiparalela entre sí. 
Se piensa que esto sólo es posible si las interacciones magnéticas se extienden tridimensionalmente, o, si son bidimensionales, si están acompañadas por una fuerte anisotropía magnética (por ejemplo, por un eje de fácil imantación).
El ordenamiento magnético es requisito necesario para tener un imán convencional, que muestre magnetización neta en ausencia de campo magnético.